# わたしたち
『わたしたち』（わたしたち、原題：우리들、英題：The World of Us）は、2015年に製作された韓国のドラマ映画である。いじめ・友情・スクールカースト・家庭環境の格差といったテーマが、物語のメインである小学校4年生の少女3人からの目線を主軸に描かれている。韓国では2016年2月14日に公開され、日本では翌年の2017年9月23日に公開され3年後の2020年7月3日に突如DVDが発売された（販売元：オデッサ・エンタテインメント）。

## ストーリー
小学校4年生の少女ソンは友達を作りたいのに、いつも学校で一人でいた。明日から夏休みが始まる既に終業式を終えた日も同級生のボラの策略で教室に一人居残り掃除する羽目になったソンは、二学期から転入する予定でたまたま学校の様子を見に来たソンと同い年の少女ジアに話しかけられる。その時は挨拶した程度のやり取りで終わったが、夏休み中に偶然再会した二人は、前述の掃除と引き換えに招待したと騙された誕生日パーティーでボラに渡す予定だった自信作のミサンガを、ジアに褒められプレゼントしたら気に入って貰えた事がキッカケで親友になった。ソンは幸せで心が満ち足りた日々を送るが、夏休み明けからジアの態度が変わっていることに気づく…。

## キャスト
- イ・ソン ‐ チェ・スイン

本作の主人公。小学4年生の10歳の少女。友達が欲しくて自分なりに必死に明るく振る舞おうとしているが、基本的には大人しく人付き合いも感情を表に出すのも苦手な為、学校では同級生に存在を軽んじられ常に一人でいたが、ジアと親友になる。周囲で一人だけスマホを持っていなかったり、ジアに一緒に英語塾に通おうと誘われるも授業料が高く親に相談する前に一人で塾通いをこっそり諦める等、家はあまり裕福ではない。家では弟ユンの面倒をソンが見なくてはいけない程、共働きで忙しい両親に心配かけまいと学校での状況はジアの事以外では話さなかったり、母の計らいで結局通う事になった英語塾でのひっそりとした教室で一人泣いていたボラにハンカチを差し出す等、芯の強さと優しさを併せ持つ。手先が器用で特技は手芸の他、絵を描くのも好き。
- ハン・ジア ‐ ソル・ヘイン

ソンと同じクラスに転校してきた同い年の少女で家も近所。両親の離婚が原因で前の学校ではいじめられていた為、もう誰にも嫌われたくない皆と仲良くなりたいと強く願う八方美人だが、プライドが高く負けず嫌いな一面もある。家は裕福ながらも、母親もエリートだが時々会いに来てはジアの目の前で恋人らしき若い女性と平然とイチャイチャしている父親もジアとは一緒に暮らしたがらない為、父方の祖母に預けられている。勉学は得意なものの夏休み中毎日ソンと遊びまくっていたジアを見かねた祖母が通わせる事になった英語塾でボラと出会い仲良くなるが、学校のペーパーテストで一位を取った事で、それまでずっと一位を取っていたボラから恨まれる。よくヘッドフォンを身に着けている。好物はキュウリの海苔巻き。　
- チェ・ボラ ‐ イ・ソヨン

ソンのクラスメイトの少女。リーダー気質で友達が多い人気者で成績も優秀な為、何でも自分が一位じゃないと気が済まないが、内心では相手に攻撃的になる事で自分が持っている失いたくない物を守ろうとしている。ジアとは学校よりも先に夏休み中での英語塾で出会い仲良くなるが、前々から嫌がらせをし一緒に遊びたくないソンと常に一緒にいるジアが気に入らない。
- ユン ‐ カン・ミュンジュン

ソンの弟。4歳。趣味はレスリング、特技は宝探し、好きなものはおもちゃ。ソンや家に泊まりに来るジアと遊ぶのも好き。時々母親からの愛情を独占してソンをからかったりと、一見自由気ままで天真爛漫に見えるが、落ち込むソンの心情を気遣ったり来客より先に食事してはダメとソンを制止したり思いがけない警句を言う等、既に思慮深さも身に付けている。
- ソンの母 ‐ チャン・ヘジン

ソンの母親。毎日朝から夜まで海苔巻き食堂の経営と家事・育児で忙しいが、家族の事を誰よりも愛し気にかけている心優しき良妻賢母であり、ソンの些細な変化も見逃さなかったりソンがユンの友達に怪我を負わせた時もソンを庇おうとする姿勢を貫いている。
- ソンの父 ‐ ソン・ソクペ

ソンの父親。毎日朝から夜まで工場勤務で忙しく、重度のアルコール依存症ではないが、酒でストレスを発散しているかのように酔っ払って道端で寝ちゃったり家では愚痴を言ってる事が多く、家事・育児も積極的には行っていない。入院中の実父とは仲が悪いようで、妻に促されても頑なに見舞いに行こうとしない。　　

## スタッフ
- 監督：ユン・ガウン
- 脚本：ユン・ガウン
- 制作：キム・スンモ（プロデューサー）、イ・チャンドン（企画）、チョン・テソン
- 撮影：ミン・ジュンウォン／キム・ジヒョン
- 音楽：ヨン・リモク
- 美術：アン・ジヘ
- 編集：パク・セヨン
- 製作会社：
- 配給会社： アット9フィルム、 マジックアワー／マンシーズエンターテインメント

## 評価

### 受賞
- 第56回ズリーン国際映画祭 2016 ゴールデンスリッパ 児童長編映画最優秀作品賞／ズリーン市賞 最優秀演技＜子役＞賞（チェ・スイン）[20][21]
- 第25回釜山映画賞 2016 新人監督賞
- 第6回美しいアーティスト賞 2016 映画芸術賞[22][23]
- 第36回韓国映画評論家協会賞 2016 新人監督賞／"優秀作品ベスト10"選出
- 第17回東京フィルメックス 2016 観客賞／スペシャル・メンション／Filmarks賞
- 第10回アジア・パシフィック・スクリーン・アワード 2016 ベストユース映画賞
- 第37回青龍映画賞 2016 新人監督賞
- 第34回Ale Kino!国際ヤング・オーディエンス映画祭 2016 ゴールデン・ゴーツ 児童長編映画作品賞[24]
- 第17回今年の女性映画人賞 2016 監督賞／広報マーケティング賞（アット9フィルム）
- CINE21映画賞 2016 今年の新人監督[25]
- 第8回今年の映画賞(韓国映画記者協会主催) 2017 インディペンデント映画賞
- 第16回大韓民国国会大賞 2017 映画芸術賞 映画＜芸術＞部門[26]
- 第4回ワイルドフラワー映画賞 2017 大賞＜グランプリ＞
- 第53回百想芸術大賞 2017 脚本賞
- 第11回ヤングアバウト国際映画祭 2017 最優秀演技賞（チェ・スイン）[27]

### ノミネート
- 第66回ベルリン国際映画祭 ジェネレーション部門“Kplus/長編”[1][2]
- 第19回上海国際映画祭 2016 アジア新人賞コンペティション 女優賞（チェ・スイン）／撮影賞（ミン・ジュンウォン，キム・ジヒョン）[28][29]
- 第53回百想芸術大賞 2017 新人監督賞／新人演技賞＜女優＞（チェ・スイン）
- 第22回春史大賞映画祭 2017 脚本賞／新人監督賞／新人女優賞（チェ・スイン，ソル・ヘイン）

### 映画祭出品上映
- 第18回トロント国際児童映画祭 2016[3]
- 第18回ウーディネ極東映画祭 2016 コンペティション部門[5]
- 第5回トロント韓国映画祭 2016 オープニングナイト特集[30]
- 第12回チューリッヒ映画祭 2016 児童映画部門[8]
- 第21回釜山国際映画祭 2016 今日の韓国映画 パノラマ部門[31]
- 第13回香港アジア映画祭 2016 アジア・ワイド・アングル部門[32]
- 第5回フランクフルト韓国映画祭 2016 オープニング映画[33][34]
- 第2回アジア ワールド フィルム フェスティバル 2016 公式セレクション[35][36][37]
- 第17回サンディエゴ・アジアン映画祭 2016 Discoveries部門[38]
- 第28回ウィーン国際児童映画祭 2016 メインプログラム[39][40]
- 第47回インド国際映画祭 2016 カントリー・オブ・フォーカス・オン・韓国[41][42]
- 第3回ブリスベン・アジア・パシフィック映画祭 2016 クリティカル・アイ部門[43][44]
- 第2回セーブ・ザ・チルドレン 子どもの権利映画祭 2016[45][46][47][48]
- 第6回ヨーテボリ・リトル・フィルム・フェスティバル 2017[12][49][50]
- 第40回ヨーテボリ国際映画祭 2017 新しい声[51][52][53]
- 第8回プロビデンス子ども映画祭 2017[54]
- 第40回ポートランド国際映画祭 2017 ファミリー向け映画特集
- 第15回ニューヨーク国際児童映画祭 2017 ニューヨーク・プレミア[55]
- 第5回ヘルシンキシネアジア映画祭 2017[13]
- 第17回ベルファスト映画祭 2017 ニュー・シネマ部門[14]
- 第19回ソウル国際女性映画祭 2017 新しい波
- 第8回オーストラリア韓国映画祭 2017 オープニング映画[56][57]
- 第19回ソウル国際青少年映画祭 2017 “プレイ”セクション(非競争部門)[58][59][60]
- 第5回HAN CINE 韓国映画祭 2018[61][62]
- 第5回茂朱山里映画祭 2017 “板”セクション[63][64][65][66][67][68][69][70][71]

### ランキング入り
- CINE21映画賞 2016年度 今年の韓国映画第5位[72][73][74]

## エピソード
- 世界的な活躍をする韓国の映画監督ポン・ジュノは自身が客員編集者として製作に参加しているイギリスを代表する映画雑誌『Sight ＆ Sound』にて次世代で注目する映画監督20人に同じ韓国出身から唯一ユンを選出したり[75][76]ユンの長編監督2作目『我が家』の韓国公開時に激賞する手紙を対面時に渡す[77][78]等、ユンの演出力の高さに度々言及しており、チャン・ヘジンは本作での演技を気に入ったポンが監督した『パラサイト 半地下の家族』の主人公の半地下一家の母親役に抜擢された[79]。実は本作同様、ポンは長編監督2作目『殺人の追憶』でもチャンに電話で直接出演を打診している[80][81][注 1]が、チャンは当時既に芸能の仕事を辞めてスーパーで販売員をしていたので打診を断っている[82]。チャンが『パラサイト 半地下の家族』の出演打診の際にその事をポンに話したところ、ポンは当時の事を忘れていて本作のチャンと『殺人の追憶』の時に出演打診した人物が同一人物だとは気付かなかったとの事。
- 2018年から韓国の小学校4年生の国語の教科書（2015年度改訂教育課程 国語 2学期レッスン1）に本作のテキストが掲載されている。韓国の国語の教科書に映画が教材として扱われる試みは2015年度改訂教育課程で初めてとの事。2019年6月29日にはソウル南山小学校でユンとテキストを執筆したチャン・ヘヨン（崇義小学校に勤務する特別講師）や多数の現役小学校教師を交えた対話会が行われた[83][84]。

## キャンペーン
- 2016年6月23日から韓国での公開から6日目に累計観客数1万人を動員した記念の本作オリジナルノベルティとして先着順で[注 2]、各地映画館からCJ CGVのCGV狎鴎亭店並びにCGV梧里店／メガボックス コエックス／ロッテシネマ建大入口／芸術映画劇場アートナイン／サンサンマダン弘大[85][86]／映画の殿堂[注 3]の計7箇所で手鏡が,アリランシネセンター／　インディスペース[87]／インディプラス浦項（独立映画館）／釜山国道芸術館[88]／全州デジタル独立映画館[89]の計6箇所でLホルダーが,シネスペース朱安[90]／大邱独立映画専用映画館大劇場[91][92]／光州劇場[93]の計3箇所でポスター2枚組が配布された[94][95][96][97][98]。
- 2017年9月6日にTBSラジオのラジオ番組『荻上チキ・Session』が主催した試写会で本作の上映前に同番組のパーソナリティを務める評論家の荻上チキと来日したユンの対談が行われた[99][100][101]。
- 2019年7月24日に韓国のインデックス出版からファン以外の多くの人にも存在や素晴らしさを知ってもらう事を目的に発刊したインディーズ映画雑誌『index』の創刊号として丸々一冊、本作が特集されている[注 4]。同年9月10日には本作の上映並びに同出版社編集長のチョン・セヒョンとゲストに迎えたユンの対談[注 5]を交えた『index』創刊記念特別試写会イベントが開催された。公式出版オンラインストア等で購入が可能[102]。
- 日本公開に合わせた2017年9月10日から10月28日まで、韓国から日用品や雑貨を主に直輸入するネットショップの「g.カロスキル」との記念コラボとして、ハングル消しゴムセット／ハングルマグネット／韓紙折り紙／なつかしマグネット／教師が生徒向けに使うスタンプ／三角スティックのり／文房具メーカー「monami」のボールペン 153シリーズから0.5mm 花柄 5色(5本)セット並びにDIY ペンキット 12色(12本)セットといった低学年向けに定番の文房具メーカーが対象商品の購入者から抽選で2組4名に本作の全国共通鑑賞券並びに先着30名に本作のオリジナルポストカードが配布された[103][104]。
- 日本ではは2017年9月23日に公開された際に前売り券を購入した本作オリジナルノベルティとして、ポストカードと劇中でも重要な役割を果たすミサンガが配布された[105]。